# Eatonina atomaria
Eatonina atomaria är en snäckart som först beskrevs av Powell 1933.  Eatonina atomaria ingår i släktet Eatonina och familjen Cingulopsidae. Inga underarter finns listade i Catalogue of Life.